# Liste des primats de l'Église orthodoxe roumaine
Liste des primats de l'Église orthodoxe roumaine

## Métropolites de toute la Roumanie
- Nifon Rusailă (1865-1875).
- Calinic Miclescu (1875-1886).
- Iosif Gheorghian (ro) (1886-1893), premier mandat.
- Ghenadie Petrescu (en) (1893-1896).
- Iosif Gheorghian (1896-1909), restauré.
- Atanasie Mironescu (ro) (1909-1911).
- Conon Arămescu-Donici (en) (1912-1919).
- Miron Cristea (1919-1925).

## Patriarches de toute la Roumanie
- Miron Cristea (1925-1939).
- Nicodim Munteanu (1939-1948).
- Justinian Marina (ro) (24 mai 1948-26 mars 1977).
- Justin Moisescu (ro) (12 juin 1977-31 juillet 1986).
- Théoctiste (9 novembre 1986-30 juillet 2007).
- Daniel (à partir du 12 septembre 2007).

## Autres articles
- Liste des Métropolites de Moldavie et de Bucovine
- Liste des Métropolites d'Ungro-Valachie